# Women's Asia Pacific Championship
El Women's Asia Pacific Championship es un torneo internacional de selecciones nacionales femeninas de rugby pertenecientes a Oceania Rugby y Asia Rugby.

## Campeonatos
| Edición | Año  | Campeón | 2º puesto | 3º puesto |
| ------- | ---- | ------- | --------- | --------- |
| I       | 2006 | Samoa   | Fiyi      | Tonga     |
| II      | 2019 | Samoa   | Hong Kong | Fiyi      |

## Posiciones
Número de veces que los equipos ocuparon cada posición en todas las ediciones.
| Equipo    | Campeón | 2º puesto | 3º puesto |
| --------- | ------- | --------- | --------- |
| Samoa     | 2       |           |           |
| Fiyi      |         | 1         | 1         |
| Hong Kong |         | 1         |           |
| Tonga     |         |           | 1         |